# 劉侯武
劉侯武（1892年9月19日—1975年9月16日）中國革命家、教育家。廣東潮陽人，同盟會會員。

## 生平
1911年參加同盟會黃花崗起義。後任潮安縣縣長、制憲國民大會代表、兩廣監察使。1947年，劉侯武籌辦潮州大學，但因內戰被迫中止。
晚年遷居香港，1975年9月16日，在港安醫院病逝。

## 家族
- 子：劉世達
- 孫：劉遵義